# Cerkev svetega Pavla, Rabat
Cerkev svetega Pavla je velika baročna cerkev v Rabatu na otoku Malta. Zaradi Pavlove jame pod njo je med spomeniki in romarskimi kraji apostola Pavla.

## Zgodovina
Cerkev je zgrajena na delu rimskega mesta Melite v predmestju stare prestolnice Mdina in na velikem delu današnjega Rabata. Pred sedanjo cerkvijo, ki je iz 17. stoletja, so bile tu številne cerkve. Leta 1336 se je škof Hilarij skliceval na cerkev Sancti Pauli de crypta, poleg tega je omenjal tudi pokopališče in rimski jarek. Sedanja cerkev je bila zgrajena, da bi nadomestila cerkev, ki je bila končana leta 1578. Nova cerkev je bila zgrajena s sredstvi, ki jih je zagotovila plemkinja iz rodbine Cosmana Navarra, po načrtih, ki jih je pripravil Francesco Buonamici. Cerkveno stavbo, ki se je začela graditi leta 1653, je dokončal Lorenzo Gafà leta 1683. Njej je dodana manjša cerkev, posvečena svetemu Publiju, ki je bila obnovljena leta 1692 in spet leta 1726, in je delo Salvuja Borga. 
Veliki mojster Adrien de Wignacourt je v cerkvi ustanovil kolegij duhovnikov.

## Opis
Cerkev je triladijska bazilika v obliki križa z veliko osrednjo kupolo. Bogato je okrašena z oltarji, kipi in slikami pomembnih umetnikov 18. stoletja. Stefano Erardi je ustvaril velik oltar o brodolomu svetega Pavla. Na stranskih oltarjih so  slika svetega Publija Mattie Pretija, Zadnja večerja in Sveta družina Francesca Zahre.

## Pavlova jama
Vhod v jamo je skozi cerkev svetega Publija. V njej je živel sveti Pavel in pridigal, ko je leta 60 n. št. tri mesce živel na Malti. Leta 1748 je veliki mojster Pinto daroval kip svetega Pavla. Jamo sta obiskala dva papeža: Janez Pavel II. leta 1990 in Benedikt XVI. leta 2010.
Jama spominja na brodolom Pavla in njegovih spremljevalcev, ko so potovali v Rim, in njegovo trimesečno bivanje na Malti.  ). Označena je kot kraj, kjer je apostol živel in učil.
Jama s surovimi stenami je skromna. Na sredini je velik kip apostola, ki ga je naredil Melchiorre Cafà. Pred njim je marmorna plošča, ki opozarja na obisk papeža Janeza Pavla II., ki je tukaj molil leta 1990. 
Jama je povezana z Wignacourtovim muzejem.
Cerkev je tudi na seznamu kulturnih znamenitosti malteških otokov. 